# Cully Dahlstrom
Carl Sidney „Cully“ Dahlstrom (* 3. Juli 1913 in Minneapolis, Minnesota; † 19. Dezember 1998) war ein US-amerikanischer Eishockeyspieler, der während seiner aktiven Karriere unter anderem für die Chicago Black Hawks in der National Hockey League gespielt hat.

## Karriere
Cully Dahlstrom spielte von 1931 bis 1934 in seiner Geburtsstadt für die Minneapolis Millers in der CHL. Danach war er drei Jahre für die St. Paul Saints in der CHL und AHA im Einsatz. 1935/36 und 1936/37 kam er zu 49 bzw. 50 Einsätzen in der AHA und erzielte jeweils 43 Punkte. Beim Inter-League Draft im Mai 1937 wurde er von den Chicago Black Hawks aus der National Hockey League ausgewählt.  Bereits in seiner Debütsaison erspielte sich Dahlstrom einen Stammplatz im NHL-Kader, den er während seines Engagements in Chicago nicht mehr abgab. In 48 Spielen der regulären Saison (1937/38) erzielte er 19 Punkte und wurde zur Belohnung als bester Rookie des Jahres mit der Calder Trophy ausgezeichnet.
In der gleichen Saison gewann er mit den Black Hawks den prestigeträchtigen Stanley Cup. Während acht Jahren seines Engagements in Chicago kam er regelmäßig zum Einsatz und schaffte in der Saison 1943/44 mit 42 Punkten in 50 Spielen der Regular Season seine statistisch beste Saison. Bei der Eröffnung der United States Hockey Hall of Fame im Jahre 1973 wurde Dahlstrom als einer der 25 Gründungsmitglieder in diese Ruhmeshalle aufgenommen, gemeinsam mit Hobey Baker, Frank Brimsek, John Mariucci, Sam LoPresti und weiteren ehemaligen Spielern.

## Erfolge und Auszeichnungen
- 1935 CHL Second All-Star Team
- 1936 AHA First All-Star Team
- 1938 Calder Trophy
- 1938 Stanley-Cup-Gewinn mit den Chicago Black Hawks